# Pehr Ericsson
Pehr Ericsson (i riksdagen kallad Ericsson i Vik), född 20 mars 1815 i Idenors församling, Gävleborgs län, död där 17 februari 1892, var en svensk lantbrukare och politiker.
Han företrädde bondeståndet i Hälsinglands norra domsaga vid ståndsriksdagarna 1859/60, 1862/63 och 1865/66, och var därefter riksdagsledamot i andra kammaren 1867–1875 samt 1879–1881 för Norra Hälsinglands domsagas valkrets.